# Josef Holeksa
Josef Holeksa (22. září 1934 Vendryně – 29. března 2014 Třinec) byl český fotbalový obránce.

## Hráčská kariéra
V československé lize hrál za Třinecké železárny, nastoupil ve 23 ligových utkáních, gól v lize nedal (17.08.1963–14.06.1964). Za Třinec nastoupil ve více než 400 utkáních.

## Ligová bilance
| Ročník                                   | Zápasy | Góly | Minuty | Klub      |
| ---------------------------------------- | ------ | ---- | ------ | --------- |
| 1. československá fotbalová liga 1963/64 | 23     | 0    | 1 949  | TŽ Třinec |
| CELKEM                                   | 23     | 0    | 1 949  |           |